# Polizia militare

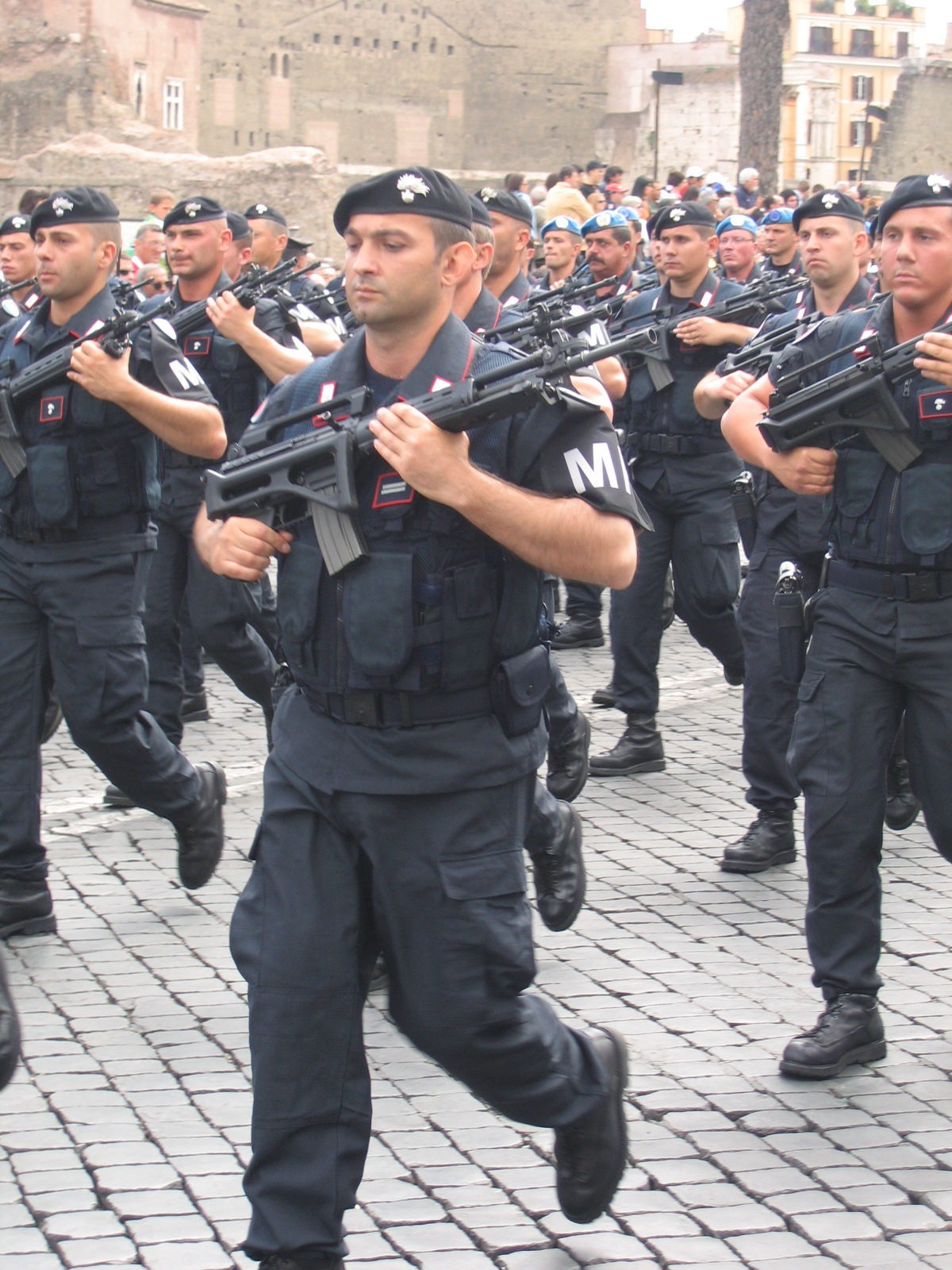
Polizia militare dell'Arma dei carabinieri in parata

La polizia militare è un corpo di polizia che esercita tale attività all'interno di una forza armata, con il compito di prevenire e reprimere i reati militari. In alcuni Stati del mondo si occupa anche di ogni reato commesso da un militare. La nozione va distinta da quella di gendarmeria, non presente in molti Paesi di cultura anglosassone.

## Caratteristiche

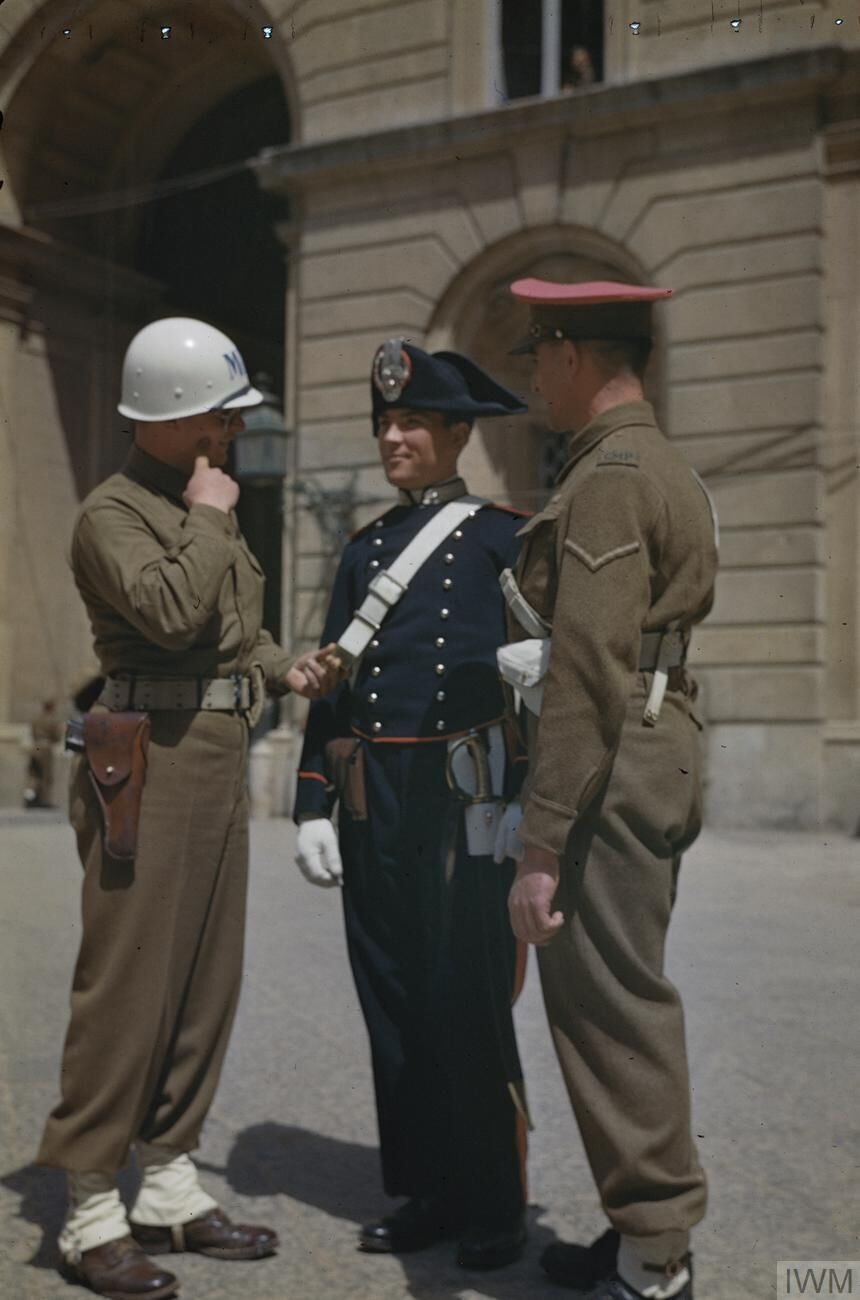
MP di Stati Uniti, Italia e Gran Bretagna nel 1944

La Polizia Militare si occupa dell'applicazione della legge (comprese le indagini di polizia giudiziaria) sulla proprietà militare e sul personale militare, della sicurezza delle installazioni, della protezione di alti ufficiali, della gestione dei prigionieri di guerra, del controllo del traffico e segnalazione dei percorsi durante spostamenti di autocolonne e convogli militari, della supervisione sulla sicurezza della catena logistica. Tuttavia, non tutti gli organi di polizia militare dei vari Stati coprono tutti questi settori.
In molti Paesi, il corpo che si occupa di polizia militare è denominato gendarmeria. Le gendarmerie il più delle volte sono sia forze militari (o proprio forze armate autonome) sia forze di polizia ad ordinamento militare con competenze in ambito civile. 
Ai fini del diritto militare, ed in particolare del diritto bellico, di solito gli operatori di polizia militare non sono considerati combattenti di prima linea, ma, specie quando conducono convogli militari possono effettivamente annoverarsi tra le "truppe di prima schiera". È frequente che detto personale sia impiegato come difesa primaria delle retrovie.
Devono inoltre garantire la sicurezza nella zona di competenza, generalmente con veicoli da pattugliamento, in particolare i reparti di stanza in missioni all'estero.
Talvolta il ruolo di Polizia Militare è assegnato pro tempore, a rotazione, ad appartenenti ad altri Corpi, Armi e Specialità delle FF.AA. In Italia, ad esempio, compete ai comandanti e vice comandanti del servizio di Guardia ad installazioni militari e impianti civili con importanza strategica, ed in tal caso contempla anche l'incarico temporaneo di Ufficiale di Polizia Giudiziaria (UPG) per poter agire nei confronti di civili che mettessero a rischio la sicurezza del sito. Analogamente i militari delle varie FF.AA. possono assumere compiti di gendarmeria. Ad esempio gli appartenenti ai reparti in servizio temporaneo di Ordine Pubblico o di supporto per emergenze straordinarie, anche in compiti antisciacallaggio, o il personale incaricato della scorta e del controllo del traffico durante i trasferimenti di convogli (i cosiddetti movieri), con poteri sanzionatori verso i civili che compromettessero la fluidità o la sicurezza del trasferimento
Nei paesi occidentali le forze operanti in ruolo di polizia militare sono in genere distinte da una fascia nera da braccio con le iniziali bianche "PM" o "MP".

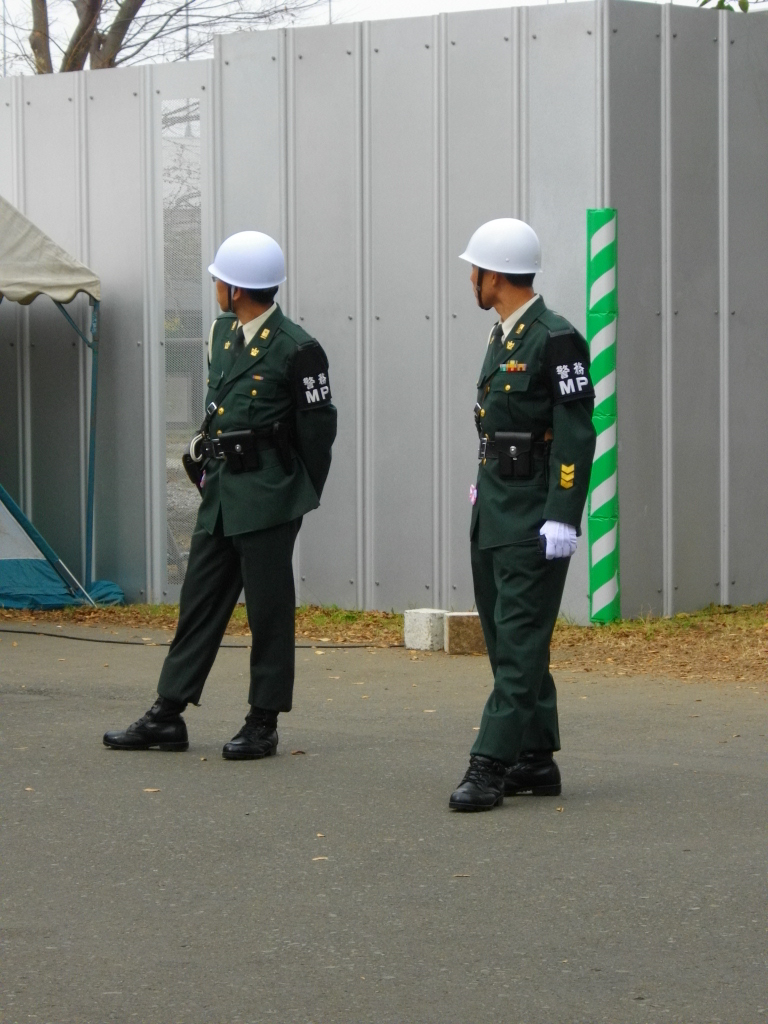
Polizia militare di Hong Kong

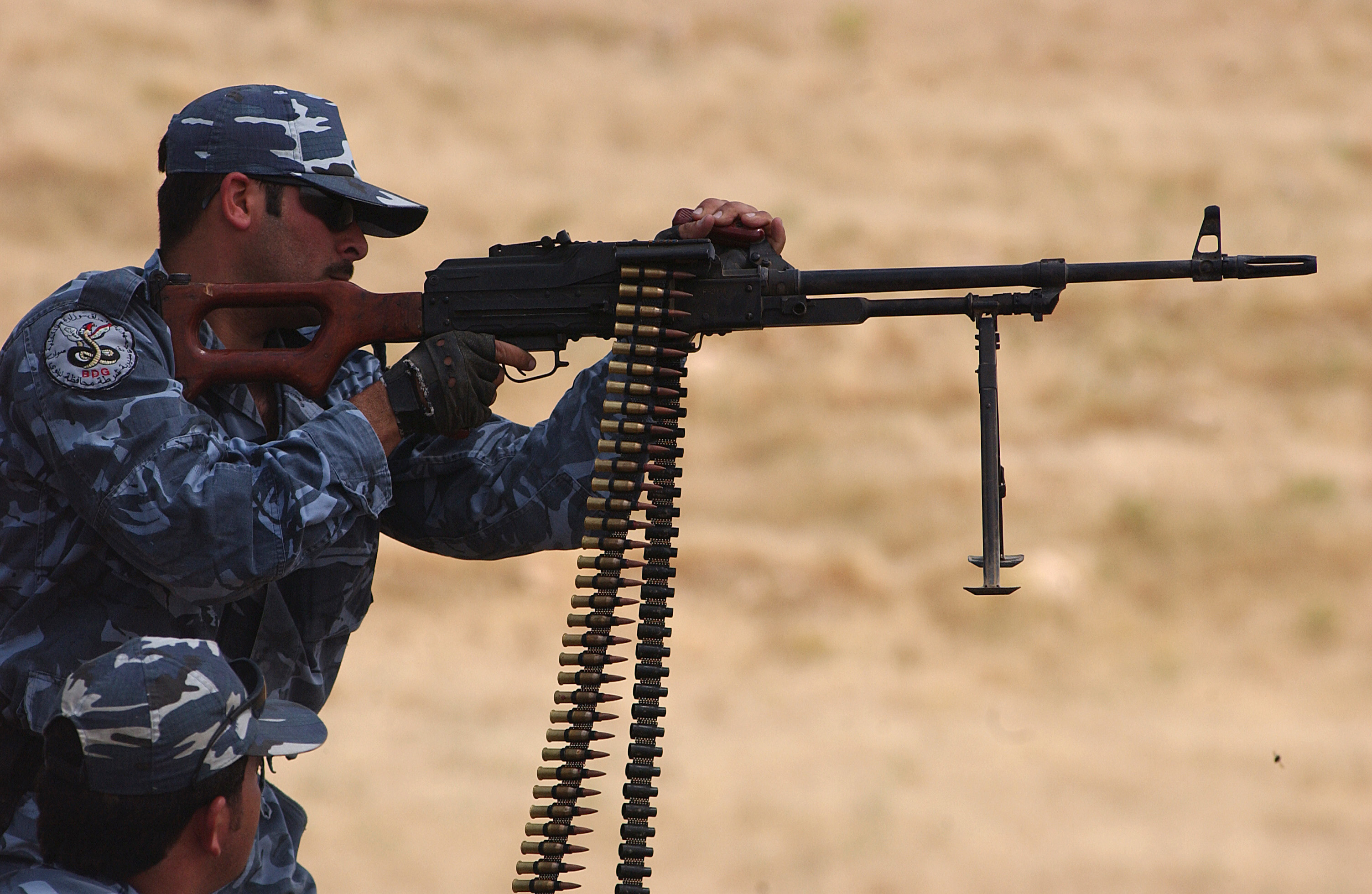
Un poliziotto militare dell'Iraq recente (dopo la guerra del Golfo) imbraccia una mitragliatrice PKM

## Nel mondo

### Australia

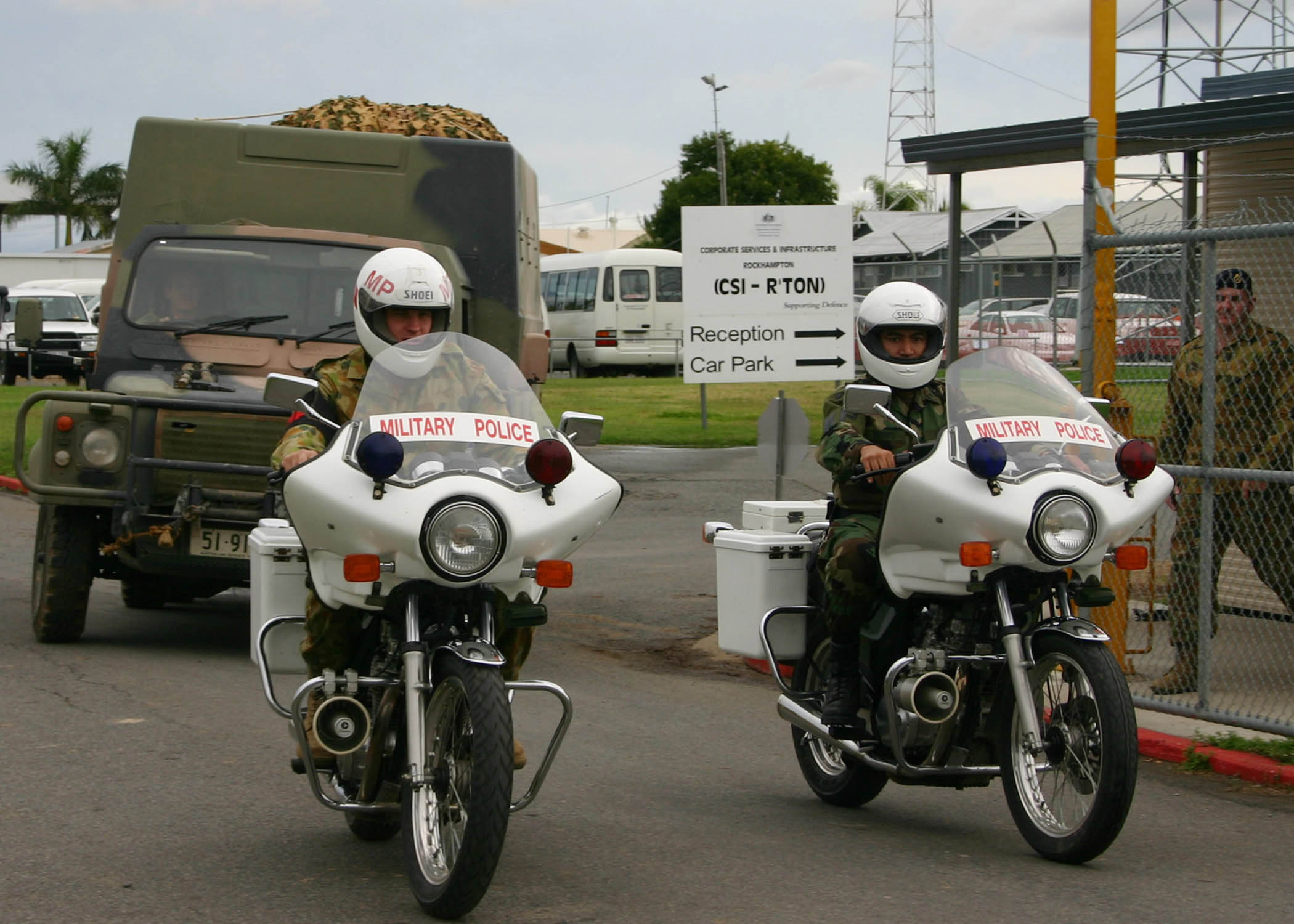
Land Rover dell'esercito australiano e due moto della polizia militare

Nell'esercito australiano, il "Reale corpo australiano di polizia militare" ricopre anche il ruolo di rete di comunicazione secondaria nella zona di combattimento.
Nella marina australiana la Naval Police Coxswain Branch ricopre il duplice ruolo di svolgimento dei generici doveri di polizia, investigazioni riguardo ad eventi criminali e di staff secondario responsabile per l'amministrazione del personale della nave. Nell'aeronautica australiana, la Royal Australian Air Force Security Police svolge il ruolo di polizia militare.

### Austria
La polizia militare è chiamata in Austria Militärstreife ("pattuglia militare"), e quando è dispiegata al di fuori dei confini austriaci la Militärstreife è rinominata in Militärpolizei ("polizia militare").
Il Kommando Militärstreife & Militärpolizei (" Comando per il pattugliamento e la polizia militare") dell'esercito federale austriaco (Österreichisches Bundesheer) è stato istituito nel 2007. Il Comando è anche responsabile per l'addestramento della polizia militare. I compiti sono quelli di garantire la sicurezza personale degli alti ufficiali, lo svolgimento dei compiti di polizia sul personale militare e il controllo del traffico in ambito militare.

### Belgio
Il Gruppo di polizia militare dell'esercito belga (Groupe Police Militaire in francese, Groep Militaire Politie in olandese) assolve i compiti di polizia militare su tutte e quattro le forze armate del Belgio.

### Brasile
La Polícia Militar, abbreviata spesso in PM, è la gendarmeria che opera in Brasile. Ogni stato del Brasile ha il proprio corpo di polizia militare, che effettua compiti di polizia preventiva.
Nello Stato di Rio de Janeiro, ad esempio, è attivo dal 1978 il BOPE, un battaglione di poliziotti scelti che fa parte della PM. Come stemma ha un teschio con dietro due pistole incrociate e un pugnale dall'alto verso il basso. Agisce nelle zone di rischio e di difficile accesso, come la favelas. 
Questa polizia è anche distinta dalla polizia militare all'interno delle forze armate brasiliane: la Polizia dell'esercito (Polícia do Exército), la Polizia della marina (Polícia da Marinha) e la Polizia dell'aeronautica (Polícia da Aeronaútica).

### Cile
Il compito è assegnato ai Carabineros, forza di polizia ad ordinamento militare istituita nel 1903 ispirandosi espressamente ai Carabinieri italiani, a cui il governo del Cile chiese supporto addestrativo ed organizzativo, e lo ottenne con l'invio in missione di due esperti sottufficiali dell'Arma, in seguito promossi ufficiali dai cileni stessi.

### Francia
In Francia i compiti demandati alla polizia militare sono svolti dalla Gendarmerie nationale.

### Gran Bretagna
La Polizia militare del Regno Unito è presente in ogni forza armata: Royal Military Police, Royal Navy Police e Royal Air Force Police.

### Germania

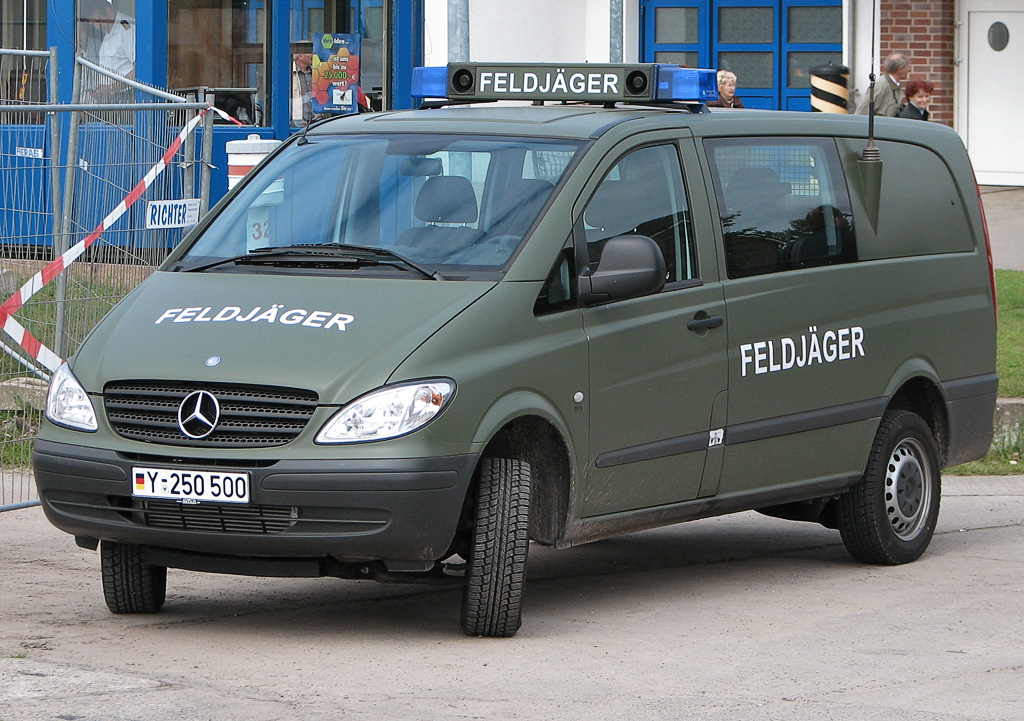
Automezzo della PM tedesca

Oggi è la Feldjäger a svolgere le funzioni di polizia militare nella Bundeswehr. Fino alla fine della seconda guerra mondiale questo compito era svolto dalla Feldgendarmerie, di cui i Feldjäger furono una specialità d'élite, istituita verso la fine del conflitto, con personale scelto e di comprovato valore, deputata soprattutto a reprimere le diserzioni (riprendeva il nome di storici reparti del XVII secolo)

### Israele
Il Corpo di polizia militare israeliano (anche noto come Military Police Corp) è un corpo delle forze di difesa israeliane. Di fatto si tratta di una brigata composta da circa 4500 membri.

### Italia
Il decreto legislativo 5 ottobre 2000, n. 297, oggi sostituito dall'articolo 90 del Codice dell'ordinamento militare, definisce la "polizia militare" come:
È incaricata di svolgere le funzioni di polizia giudiziaria militare (art. 91 C.o.m.).

#### Carabinieri
L'esercizio delle funzioni di polizia militare e sicurezza per l'Esercito, la Marina e l'Aeronautica, è assicurato, in via esclusiva, dall'Arma dei carabinieri. Essa svolge anche le indagini riguardanti i reati militari su disposizione della magistratura militare, per gli appartenenti alle forze armate. 
Nelle missioni militari italiane all'estero invece, uno speciale reparto dei carabinieri, l'Unità specializzata multinazionale (MSU), ha compiti di polizia militare e civile. In alcune missioni militari l'MSU, quando opera in coordinamento con altri Stati, agisce sotto l'egida di Eurogendfor (EGF).

#### Altri reparti
Il Corpo delle capitanerie di porto - Guardia costiera, ha compiti di polizia militare nelle materie della sicurezza portuale e della navigazione marittima.
La Guardia di finanza ha competenze di polizia militare "nel proprio ambito", cioè "in materia economica e finanziaria" e "sulla base delle peculiari prerogative conferite dalla legge". La sicurezza economico-finanziaria nazionale può infatti richiedere specifiche azioni di polizia militare e in questo caso le sono delegate in via esclusiva.
Svolge infine funzioni di polizia militare, il II Reparto informazioni e sicurezza dello Stato Maggiore della Difesa, in particolare nelle basi militari all'estero.

### Moldavia
Il compito di Polizia Militare e gendarmeria è assegnato alle Trupele de Carabinieri, costituite nel 1991 ispirandosi, anche nelle uniformi, ai carabinieri Italiani, coi quali dal 2016 è intercorsa una collaborazione addestrativa in Italia, nell'ambito di un profondo rinnovamento delle due forze di polizia moldave.

### Paesi Bassi
Koninklijke Marechaussee è il corpo di polizia militare e gendarmeria dei Paesi Bassi.

### Portogallo
In Portogallo i compiti di polizia militare sono svolti dalla Guardia nazionale repubblicana, corpo analogo ai Carabinieri italiani.

### Romania
In Romania vi sono due polizie ad ordinamento militare: la Gendarmeria romena (Jandarmeria Română) che opera anche in missioni di pace all'estero, e la Polizia militare romena.

### Russia

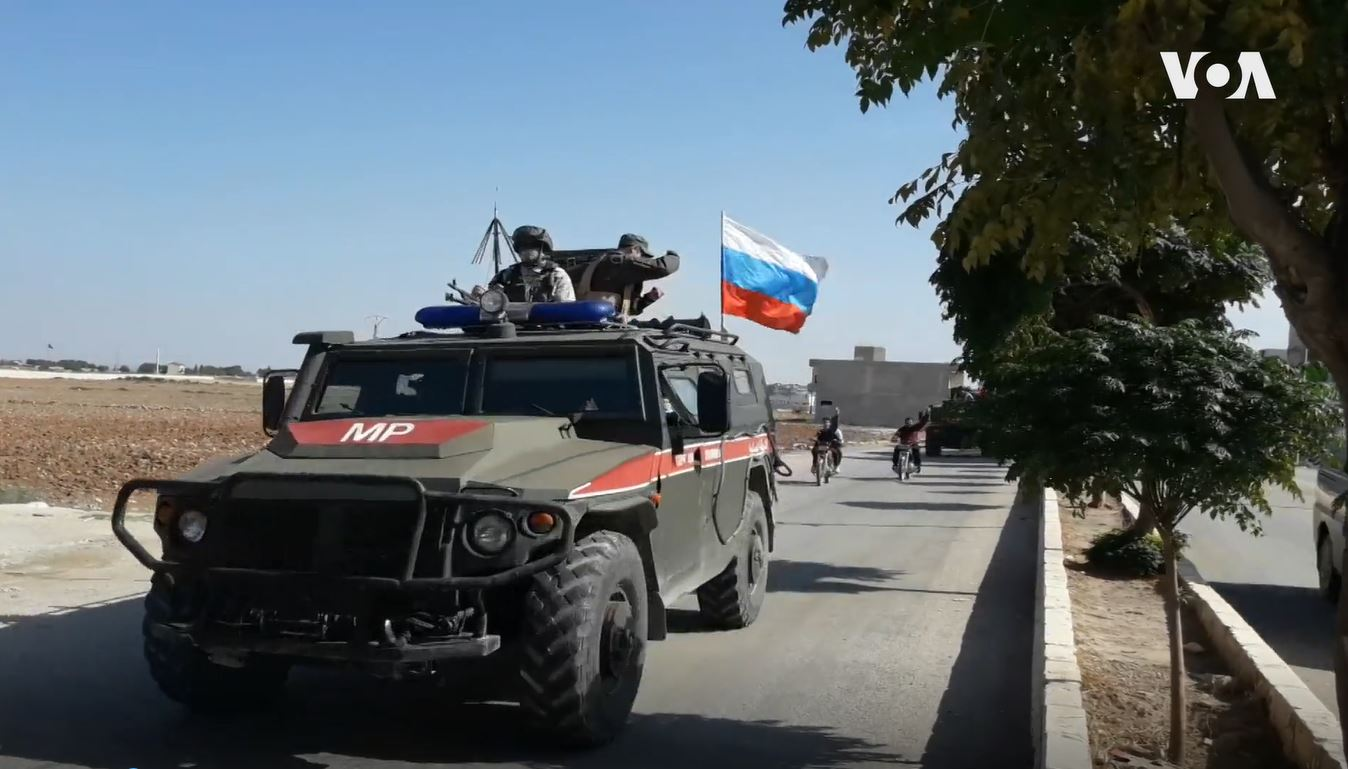
GAZ Tigr della polizia militare russa in Siria

Le Truppe interne della Federazione Russa sono il corpo di gendarmeria russo, circa 180 000 uomini, che dipende dal ministro dell'interno, ma nei teatri di guerra passa sotto il comando del ministero della difesa.
Con la ristrutturazione della FFAA i compiti di polizia militari andranno integrati nella nuova Guardia nazionale russa.
La polizia militare della Russia (in russo: Военная полиция России, Voennaya politsiya o VP) è il ramo di polizia delle forze armate russe, conosciuto con il nome ufficiale della principale Direzione della Polizia Militare (Главное управление военной полиции Минобороны РФ), ed è gestito dal Ministero della Difesa russo. Il capo della polizia militare è, ex officio, il Primo Vice Ministro della Difesa. L'attuale capo della polizia militare è il tenente generale Vladimir Ivanovskiy che ha sostituito il maggiore generale Igor Sidorkevich dall'agosto 2016.

### Spagna
La Guardia Civil, popolarmente chiamata "la Benemérita", è il corpo di gendarmeria e di polizia militare spagnolo. Dipende per quanto riguarda la disciplina, la carriera e le missioni di carattere militare dal Ministero della difesa.

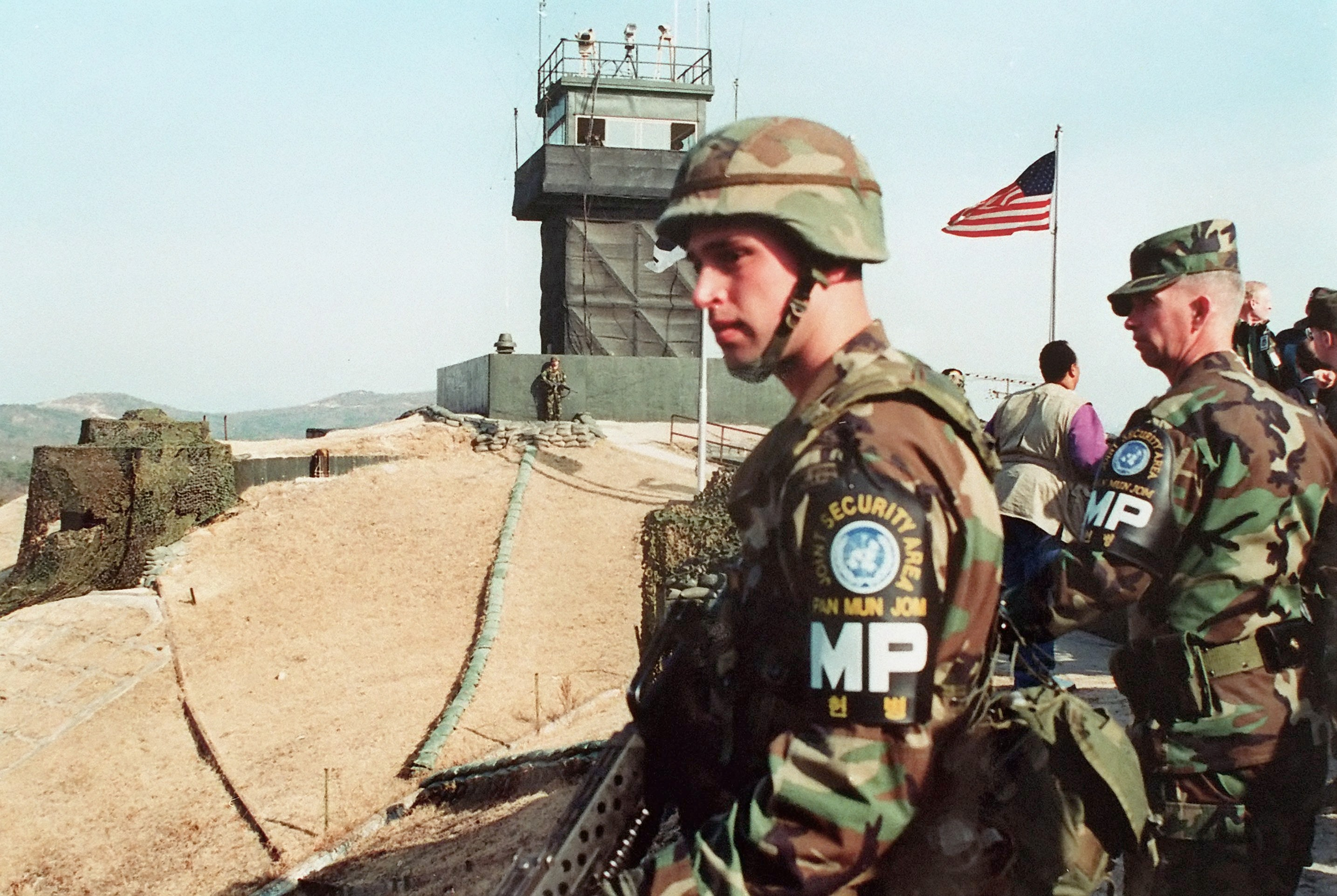
Posto di osservazione della polizia militare americana (reparto internazionale di peace-keeping) in Corea del Sud

### Stati Uniti d'America
Ogni forza armata degli Stati Uniti d'America ha il suo Military Police Corps:
1. Military Police Corps/Provost Marshal - United States Army (Corpo di polizia militare / maresciallo sovrintendente - Esercito degli Stati Uniti)
2. Provost Marshal Office- United States Marine Corps (Ufficio del maresciallo sovrintendente - Corpo dei Marines)
3. Masters-at-Arms (United States Navy) (Commissario di bordo della Marina militare degli Stati Uniti d'America), con l'aiuto occasionale della Guardia costiera
4. Air Force Security Forces - United States Air Force (Forze di sicurezza dell'Aeronautica militare degli Stati Uniti) formalmente chiamata Security Police (Polizia di sicurezza) e un tempo Air Police (Polizia dell'arma aerea)

Le indagini investigative nelle forze armate degli Stati Uniti vengono effettuate da agenzie separate:
1. United States Army Criminal Investigation Command (CID) (Comando per le indagini penali dell'Esercito degli Stati Uniti ) - Esercito;
2. Naval Criminal Investigative Service (NCIS) (Servizio investigativo criminale Navale) per la Marina militare e il Corpo dei Marines;
3. Coast Guard Investigative Service (CGIS) (Servizio investigativo della Guardia Costiera) - Guardia Costiera
4. Air Force Office of Special Investigations (OSI) (Ufficio dell'Aeronautica militare per le indagini speciali) - Aeronautica militare

### Turchia
In Turchia è la Jandarma che si occupa della polizia militare.

### Ucraina
In Ucraina i compiti della polizia militare sono svolti dal Servizio militare di legge e ordine delle Forze armate ucraine.

### Unione europea
La Forza di gendarmeria europea (EUROGENDFOR) è la polizia militare creata in ambito UE, in grado di intervenire in aree di crisi, sotto egida NATO, ONU, UE.